# Климов Михайло Георгійович
Михайло Георгійович (Єгорович) Кли́мов (рос. Михаил Георгиевич Климов; нар. 21 жовтня 1881, Завидово — пом. 20 лютого 1937, Ленінград) — російський хоровий диригент, музичний педагог.

## Біографія
Народився 9 [21] жовтня 1881 року в селі Завидовому Клинського повіту Московської губернії Російської імперії (нині Конаковський район Тверської області Росії) в селянській сім'ї. Впродовж 1890—1893 років навчався в початковій сільській школі при Прохоровській фабриці. У 1893—1900 роках в Московському синодальному училищі навчався хоровому співу, методиці постановки голосу, грі на скрипці, віолончелі та фортепіано, а також вивчав музично-теоретичні і загальноосвітні предмети; грав в учнівському оркестрі на скрипці під керівництвом відомого диригента Анатолія Ерарського. Серед його вчителів були такі відомі музиканти, як знавець давньоруської музики Степан Смоленський, композитор Олександр Кастальський, хормейстер Василь Орлов.
Після закінчення училища, впродовж 1900—1902 років, викладав хоровий спів і гру на скрипці в Тамбовському жіночому єпархіальному училищі. Організував з вихованок світський хор, який з успіхом виступав на міських музичних вечорах. Виконував партії 2-ї скрипки в симфонічному оркестрі Тамбовського музичного училища. З 1902 року працював у Санкт-Петербурзі у Придворній співацькій капелі помічником учителеля, а з 1904 по 1906 рік — учителем співу.
З 1904 року продовжив музичну освіту в Санкт-Петербкрзькій консерваторії по класу композиції у Миколи Римського-Корсакова і по класу диригування у Миколи Черепніна. Його вчителями з теоретичних предметів були Анатолій Лядов, Олександр Глазунов, Микола Соловйов. За власним бажанням вчився сольного співу у Станіслава Габеля, працюючи у нього в оперному класі в якості помічника. У 1905 році, в знак протесту проти звільнення Миколи Римського-Корсакова, пішов з Консерваторії, повернувся разом з ним. Закінчив консерваторію 1908 року з великою срібною медаллю.
З 1908 року очолював хоровий клас Санкт-Петербурзької консерваторії і викладав у ній. Одночасно у 1908–1909 роках викладав хоровий спів у Смольному інституті шляхетних дівчат. З 1911 року — старший викладач, з 1916 року — професор II-го ступеня, у 1926–1937 роках — професор оперного класу Санкт-Петербурзької консерваторії. Серед його учнів були Єлизавета Кудрявцева-Муріна, Олександр Ніклусов, Костянтин Симеонов, Григорій Беззубов та інші.
Одночасно з 1913 року — старший викладач школи при Придворній капелі, у 1917–1935 роках головний диригент та у 1917–1921 роках завідувач, а у 1922–1930 роках директор Петроградської, а згодом Ленінгадської державної академічної капели.
У 1925–1927 роках був директором і художнім керівником Ленінградської філармонії. У 1928–1930 роках був депутатом Ленінградської ради робітничих, селян і червоноармійських депутатів.
Помер у Ленінграді 20 лютого 1937 року. Був похований на Нікольському кладовищі. 1947 року прах і надгробок перенесені на територію Некрополя майстрів мистецтв Олександро-Невської лаври в Санкт-Петербурзі. На мармуровому саркофазі, встановленому в 1953 році, вибитий фрагмент партитури з «Реквієму» Вольфганга Амадеуса Моцарта.

## Творчість
Створив хоровий колектив, який володів різноманітними музичними формами — від простої пісні до монументальних творів класичної і сучасної музики. У репертуарі хору були твори російської та світової класики, твори радянських композиторів, народні пісні, хорова творчість сучасних захіноєвропейських композиторів, зокрема:
- «Цар Едіп» і «Весіллячко» Ігора Стравинського;
- «Цар Давид» і «Антігона» Артура Онеґґера;
- твори Пауля Гіндеміта, Арнольда Шенберґа, Бела Бартока.

Серед концертних програм:
- «Пісні України» (присвячені пам'яті Тараса Шевченка, 1925);
- «Пісні Великоросії та України» (1927), у яких звучали твори Миколи Лисенка, Олександра Кошиця, Миколи Леонтовича, Якова Степового, Пилипа Козицького, Михайла Вериківського та інші;
- обробки українських народних пісень російських композиторів.

Пропагував українські пісні під час гастролей капели у 1928 році містами Латвії, Німеччини, Швейцарії та Італії.
Автор перекладень для хору низки творів Йоганна Себастьяна Баха, Вольфганга Амадея Моцарта, Людвіга ван Бетховена, Роберта Шумана, Петра Чайковського, Модеста Мусоргського та інших.
Автор методичних посібників з сольфеджіо та поліфонії для учнів музичних шкіл, технікумів і консерваторій, зокрема:
- «Краткое руководство к изучению контрапункта, канона, фуги». Москва, 1911. 41 сторінка (рос.);
- «Музыкальная хрестоматия из русских народных песен: пособие для музыкальных школ, техникумов, консерваторий». Ленинград, 1929. 107 сторінок (рос.);
- «Первоначальное сольфеджио. Интервалы и простейшие виды ритма». Москва; Ленинград, 1939. 43 сторінки (рос.).

## Вшанування пам'яті
Ім'я Климова увічнено:
- на дошці пошани Синодального училища (1900);
- на дошці пошани Санкт-Петербурзької консерваторії (1908);
- на мармуровій дошці його класу в Державній академічній капелі Санкт-Петербурга[1].